# 池多村
池多村（いけだむら）は、かつて富山県婦負郡にあった村。

## 沿革
- 1889年（明治22年）4月1日 - 町村制の施行により、婦負郡西押川村、平岡村、三ノ熊村、開発村、坂下新村、北押川村、北野村、山本村、山本新村、椎土村及び土代村の区域をもって、婦負郡池多村が発足する。
- 1959年（昭和34年）1月1日 - 婦負郡池多村を分割して、次のとおり。
  - 大字西押川、大字北押川、大字開発、大字平岡、大字三熊、大字坂下新、大字山本の区域一部、大字北野の区域一部、大字山本新の区域の一部及び大字椎土の区域一部の区域 → 婦負郡呉羽町に編入する。
  - 大字土代、大字山本の区域の一部、大字北野の区域の一部、大字山本新の区域一部及び大字椎土の区域の一部の区域 → 射水郡小杉町に編入する。